# Краснова, Екатерина Андреевна
Екатери́на Андре́евна Красно́ва (в девичестве Беке́това; 17 [29] августа 1855, Москва — 4 [16] мая 1892, Санкт-Петербург) — русская поэтесса, писательница, переводчица. Дочь профессора Андрея Николаевича Бекетова, тетя А. А. Блока,  жена П. Н. Краснова.

## Биография
Дочь профессора Андрея Николаевича Бекетова и Елизаветы Григорьевны Бекетовой (Карелиной), жена литератора Пл. Н. Краснова; сестра переводчицы и поэтессы М. А. Бекетовой, переводчицы А. А. Кублицкой-Пиоттух, тётя  А. А. Блока.
В 1860 с родителями переехала из Москвы в Санкт-Петербург. Получила домашнее образование. В 1877 сдала экзамены при 6-й петербургской гимназии и поступила на Высшие женские курсы (Бестужевские курсы) в Санкт-Петербурге; занималась у А. Н. Веселовского, курсы не окончила. В 1891 вышла замуж за переводчика, литературного критика, публициста П. Н. Краснова. Скончалась при родах от эклампсии.

## Литературная деятельность
Дебютировала в печати переложением рассказа Брет Гарта «Малютка Сильвестра» («Детское чтение», 1878, № 4) и стихами для детей (там же, № 6), подписанными криптонимом Е. Б-ва. Стихотворения Бекетовой поместил «Вестник Европы» (1879, № 12; подпись Е. А.). В «Отечественных записках» была опубликована её повесть «Не судьба» (1881, № 4). Участвовала в журналах «Огонёк», «Вестник моды», «Всемирная иллюстрация», «Наблюдатель», в журналах для детей и юношества «Вестник воспитания», «Детское чтение», «Мой журнал», «Родник».
Известность приобрела как детская писательница и автор переработок для юношеского чтения эпизодов из романов Чарльза Диккенса, Виктора Гюго и других зарубежных писателей. Повесть из римской жизни «Два мира» (Москва, 1888) также представляет собой переложение.
Её произведения для детей собраны в посмертно изданной книге «Счастливое царство. Рассказы в стихах и прозе для юношества» (Москва, 1878). Посмертно изданы сборники «Стихотворения. Посмертное издание» (Санкт-Петербург, 1895), включивший искренние стихотворения, проникнутые тёплым чувством, и «Рассказы» (Санкт-Петербург, 1896). На стихи Е.Бекетовой С. Рахманинов написал романс «Сирень».

## Переводческая деятельность
Переводила с французского, немецкого, испанского, английского, итальянского языков. В её переводах вышли «Чёрная стрела» Р. Л. Стивенсона (Санкт-Петербург, 1890), «Копи царя Соломона» Г. Р. Хаггарда (Санкт-Петербург, 1891), «Персидские письма» Монтескьё (Санкт-Петербург, 1892), «Павел и Виргиния» Бернардена де Сен-Пьера (Санкт-Петербург, 1892), «Избранные легенды» Г. А. Беккера (Санкт-Петербург, 1895), произведения Э. Т. А. Гофмана.